# Чернешть (Марамуреш)
Чернешть, Чернешті (рум. Cernești) — село у повіті Марамуреш в Румунії. Адміністративний центр комуни Чернешть.
Село розташоване на відстані 386 км на північний захід від Бухареста, 21 км на південний схід від Бая-Маре, 82 км на північ від Клуж-Напоки.

## Населення
За даними перепису населення 2002 року у селі проживали 837 осіб, з них 830 осіб (99,2%) румунів. Рідною мовою 833 особи (99,5%) назвали румунську.